# Люцернский фестиваль
Люцернский фестиваль (фр. Festival de Lucerne) — международный фестиваль академической музыки в городе Люцерн (Швейцария), один из наиболее известных в мире. Финансируется из частных средств нескольких фондов (доля госфинансирования составляет 5 %).
Началом фестиваля считается концерт 18.07.1938 в местном курзале, на котором силами оркестра курзала, усиленного музыкантами Оркестра Романской Швейцарии, под управлением Э. Ансерме была исполнена Симфония № 88 G-dur Й. Гайдна. С тех пор фестиваль проводился ежегодно. В 1943—2000 годах функционировал под названием Международные недели музыки в Люцерне (нем. Internationale Musikfestwochen Luzern, сокращённо IMF).
Для сопровождения фестиваля в 1938 году был создан симфонический Оркестр Люцернского фестиваля (первый дирижёр — Артуро Тосканини), который просуществовал до 1993 года и был воссоздан в 2003 году под названием Люцернский фестивальный оркестр (художественный руководитель оркестра с 2016 — Рикардо Шайи).
Основанный в 1956 году камерный Струнный оркестр Люцернского фестиваля (Festival Strings Lucern) до конца 1990-х годов был частью Люцернского фестиваля, во многом благодаря влиянию своего дирижёра Рудольфа Баумгартнера, который в 1968—80 одновременно был художественным руководителем Люцернского фестиваля. В 2000 году оркестр отделился от фестиваля, с тех пор участвует в его программах на правах приглашённого коллектива.
С 1998 года Люцернский фестиваль проводится трижды в год — Пасхальный, летний и осенний. В центре тематических программ Пасхального фестиваля (с 1988) — духовная музыка эпохи барокко. Осенний фестиваль (с 1998) посвящён исключительно фортепианной музыке (в том числе, камерной с участием фортепиано). Большое место в программах летнего (основного) фестиваля отводится современной музыке.
С 2003 года работает Фестивальная академия, которая занимается проведением платных (летних) курсов современной музыки (в основном, для иностранных композиторов и дирижёров). Её основатель и первый художественный руководитель — Пьер Булез, с 2016 художественный руководитель Академии — Вольфганг Рим.
С 1998 года основная фестивальная площадка в Люцерне — Конгресс-центр (нем. Kultur- und Kongresszentrum Luzern).